# 阿丽拉上海
阿丽拉上海（英語：Alila Shanghai），原为上海四季酒店（英語：Four Seasons Shanghai），是位于中華人民共和國上海市静安区威海路500号附近的一家五星级酒店，於2002年2月開業，为四季酒店在华首个据点。2020年6月1日停运改造，2024年9月25日以“阿丽拉上海”名义恢复运营，这也是阿丽拉在中国的首家城市度假型酒店。建筑占地面积7620平方米，总建筑面积约72000平方米。主楼高度为147.75米，裙房高度为18.80米。建築地下3层，地上38层。